# Hemidiscus
Hemidiscus, en ocasiones erróneamente denominado Arhemidiscum, es un género de foraminífero bentónico de la subfamilia Ammodiscinae, de la familia Ammodiscidae, de la superfamilia Ammodiscoidea, del suborden Ammodiscina y del orden Astrorhizida. Su especie-tipo es Ammodiscus (Hemidiscus) carnicus. Su rango cronoestratigráfico abarca desde el Pennsylvaniense (Carbonífero superior)  hasta el Pérmico.

## Discusión
Clasificaciones previas incluían Hemidiscus en el suborden Textulariina del orden Textulariida.

## Clasificación
Hemidiscus incluye a las siguientes especies:
- Hemidiscus balmei †
- Hemidiscus carnicus †
- Hemidiscus contractus †
- Hemidiscus faragi †
- Hemidiscus fawzii †
- Hemidiscus hardmannianus †
- Hemidiscus kalmiussi †
- Hemidiscus minimus †
- Hemidiscus transiens †
- Hemidiscus tumulus †